# BEI K3
La BEI K3, fino al 2018 denominata Red Bull K3, è una gara di skyrunning che si svolge con partenza da Susa e arrivo sulla vetta del Rocciamelone.

## Caratteristiche
La gara parte dal centro di Susa (piazza Savoia), passa per Mompantero, la località Trucco (1 670 m) dove è collocato il primo cancello di controllo, il rifugio Cà d'Asti (2 854 m), dove si trova il secondo cancello di controllo, e raggiunge la vetta del Rocciamelone (3 538 m).
La BEI K3 ha la caratteristica di essere una Triple Vertical Kilometer, dato che ha un dislivello di 3 036 m ed un percorso di 9,7 km. È inserita nel Vertical Kilometer World Circuit. La gara è sponsorizzata da BEI ed organizzata da Nico Valsesia, Maurizio Scilla e Marco Abbà; fino al 2018 era sponsorizzata dalla Red Bull.

## Edizioni
Le edizioni disputate sono:
| Anno | Data      | Vincitore                    | Tempo    |
| ---- | --------- | ---------------------------- | -------- |
| 2014 | 2 agosto  | Marco Moletto                | 2h06'30" |
| 2015 | 8 agosto  | Remy Bonnet                  | 2h01'57" |
| 2016 | 30 luglio | Marco Moletto, Philip Götsch | 2h08'29" |
| 2017 | 29 luglio | Martin Anthamatten           | 1h58'53" |
| 2018 | 28 luglio | Martin Anthamatten           | 2h05'13" |
| 2019 | 27 luglio | Martin Anthamatten           | 2h03'58" |